# Noah Centineo
Noah Gregory Centineo (sinh ngày 9 tháng 5 năm 1996) là một nam diễn viên người Mỹ. Anh được biết đến với vai diễn trong bộ phim truyền hình The Fosters, phim truyền hình How to Build a Better Boy, và phim Netflix Những chàng trai năm ấy.

## Tiểu sử
Centineo sinh ra ở Miami, Florida, là con của Kellee Janel và Gregory Vincent Centineo, một doanh nhân điều hành sản xuất bộ phim hoạt hình Legends of Oz: Dorothy's Return (2013). Anh là người gốc Ý và Đức.
Centineo lớn lên ở Boynton Beach, Florida, với chị gái của anh, Taylor. Anh theo học trường Trung Học Nghệ Thuật BAK thời tiểu học, và sau đó là Trường Trung Học Cộng Đồng Boca Raton cho lớp chín và lớp mười, nơi anh chơi bóng đá. Năm 2012, anh rời Boca Raton để chuyển đến Los Angeles. Bạn gái hiện tại của anh là Ezra Marie Casuyon.

## Phim tham gia

### Phim
| Năm  | Tựa                                   | Vai                | Ghi chú   |
| ---- | ------------------------------------- | ------------------ | --------- |
| 2009 | The Gold Retrievers                   | Josh Peters        |           |
| 2011 | Turkles                               | David              |           |
| 2012 | Wordplay                              | Carter Phillips    | Phim ngắn |
| 2016 | Penguin Flu                           | Brandon Bradley    | Phim ngắn |
| 2017 | SPF-18                                | Johnny Sanders Jr. |           |
| 2017 | Can't Take It Back                    | Jake Roberts       |           |
| 2018 | To All the Boys I've Loved Before     | Peter Kavinsky     |           |
| 2018 | Sierra Burgess Is a Loser             | Jamey              | Completed |
| 2018 | Swiped                                | Lance Black        | Completed |
| 2020 | To All the Boys: Ps. i still love you | Peter Kavinsky     |           |
| 2021 | To All the Boys: Always and Forever   | Peter Kavinsky     |           |

### Truyền hình
| Năm       | Tựa                       | Vai                | Ghi chú                                 |
| --------- | ------------------------- | ------------------ | --------------------------------------- |
| 2011–2012 | Austin & Ally             | Dallas             | 3 tập                                   |
| 2013      | Marvin Marvin             | Blaine Hotman      | Episode: "Double Date"                  |
| 2013      | Shake It Up               | Monroe             | Episode: "Psych It Up"                  |
| 2014      | Growing Up and Down       | Ben Eastman        | Unsold television pilot                 |
| 2014      | Jessie                    | Rick Larkin        | Episode: "Hoedown Showdown"             |
| 2014      | See Dad Run               | Carson Castle      | Episode: "See Dad Watch Janie Run Away" |
| 2014      | Newsreaders               | Josh               | Episode: "F- Dancing, Are You Decent?"  |
| 2014      | How to Build a Better Boy | Jaden Stark        | Television film                         |
| 2015–2018 | The Fosters               | Jesus Adams Foster | Main role (seasons 3–5)                 |
| 2017      | T@gged                    | Hawk               | Recurring role, 9 episodes              |

### Video âm nhạc
| Năm  | Tựa      | Nghệ sĩ                       |
| ---- | -------- | ----------------------------- |
| 2017 | "Havana" | Camila Cabello ft. Young Thug |